# Autópálya M87
Autópálya M87 (ungarisch für,Autobahn M87‘), auch Günser Schnellstraße (ungarisch Gyorsforgalmi út) genannt, ist eine geplante Schnellstraße in Ungarn. Sie wird in Szombathely bei der Steinamangerer Schnellstraße M86 beginnen und soll bei Kőszeg an der Staatsgrenze zu Österreich enden. Die M86 wurde 2014 bis Szombathely geöffnet.

## Geschichte
Seit 2003 wurde die neue Hauptstraße – seit 2008 Günser Schnellstraße genannt – als vierstreifiger Neubau geplant. Am 15. Oktober 2014 wurde in Budapest vereinbart, dass die M87 (auch M8, M85) bis 2020 bis an die Grenze realisiert wird.
2018 hat die Trasse Variante fertiggestellt. Die Umweltverträglichkeitsprüfungsverfahren für den Abschnitt Szombathely–Kőszeg wurde im November 2019 abgeschlossen. Zwischen 2021 und 2025 soll zwischen dem Knoten Szombathely und der Anschlussstelle Kőszeg vierstreifige 14 km Länge Straße mit Mitteltrennung und mit Entwurfsgeschwindigkeit 110 km/h errichtet werden. Von Knoten Kőszeg bis zur Grenze wurde auf 5 km Länge eine zweistreifige Straße gebaut.
Auf österreichischer Seite findet die M87 ihre Fortsetzung durch die seit 22. September 2014 im Bau befindliche, neue Pullendorfer Straße B 61a bis Oberpullendorf und von dort über die Burgenland Schnellstraße S 31 Richtung Eisenstadt.
Seit dem November 2021 laufen die archäologischen Grabungen auf der Trasse der zukünftigen Schnellstraße M87 in der Nähe Steinamanger.
Im Februar 2022 wurde das Unternehmen mit der Ausführung der Arbeiten von Autobahndreieck Szombathely bis Knoten Szombathely Nord in Höhe von 36,7 Mrd. Forint beauftragt.

### Streckenfreigaben
| Abschnitt                                                                         | Länge    | Baubeginn  | Inbetriebnahme |
| --------------------------------------------------------------------------------- | -------- | ---------- | -------------- |
| Autobahndreieck Szombathely/M86/M87 – Szombathely Nord/Söpte/Industriegebiet Nord | 3,35 km  | 2022       | 2025 (?)       |
| Szombathely Nord - Kőszeg Süd (4-streifiger Ausbau)                               | 10,65 km | 2022/2023  |                |
| Kőszeg Süd - Grenze (2-streifiger Ausbau)                                         | 5,0 km   | 2022/2023  |                |
| Grenzstraße bis Pullendorfer Straße (2-streifiger Ausbau)                         | 0,6 km   | 28.06.2019 | 26.11.2020     |